# Cimitero di Trapani

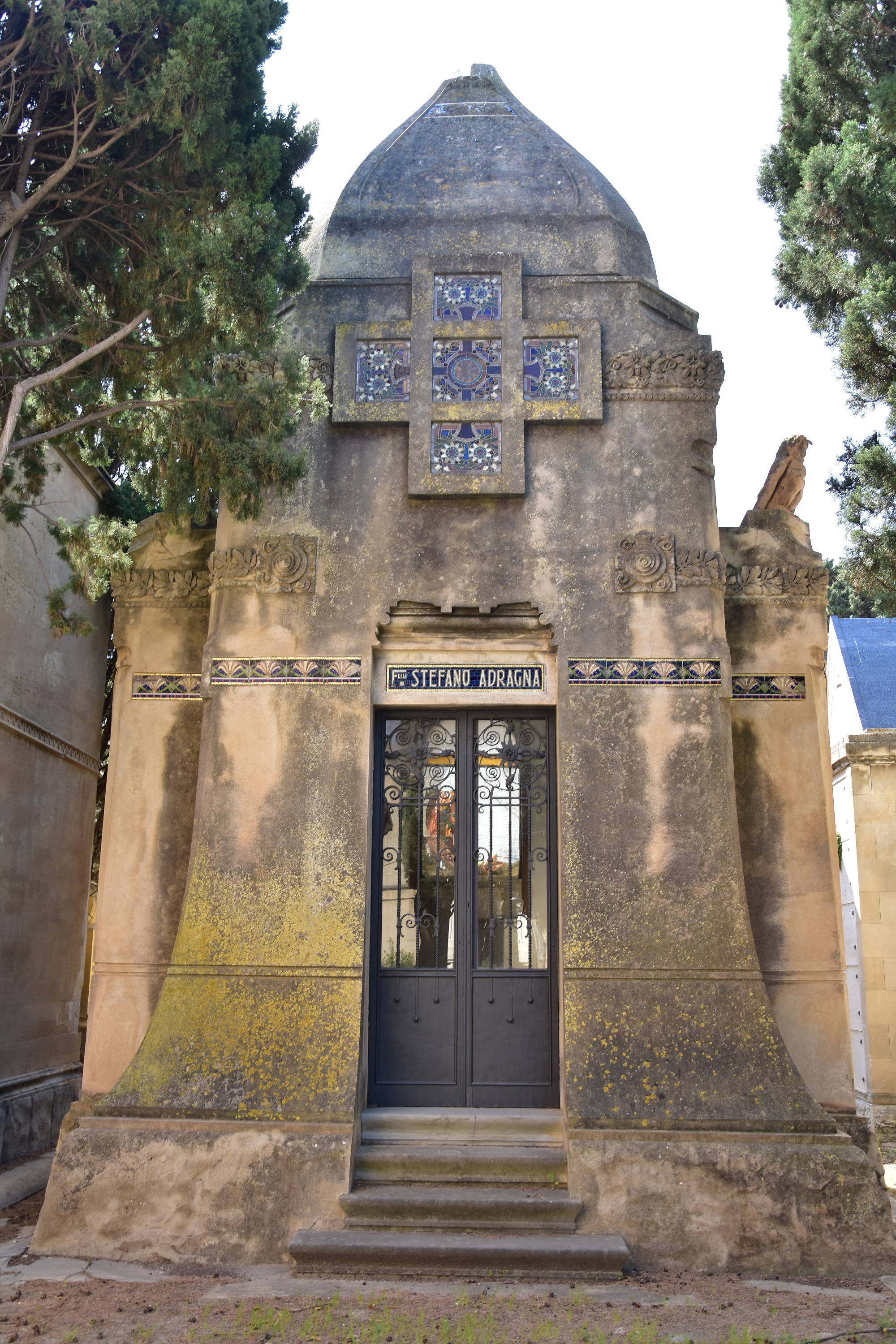
Cappella Stefano Adragna

Il cimitero comunale di Trapani si trova nel quartiere Cappuccinelli.

## Storia
Il cimitero fu istituito a seguito del regolamento del 1827, in esecuzione della legge del 11 marzo 1819 che proibiva la sepoltura dei cadaveri nelle chiese. Il Municipio comprò l’area ed i fabbricati del convento dei Cappuccini, detto “Luogo vecchio”, per destinarli a cimitero comunale. L’entrata in funzione del camposanto avvenne nel 1830, quando il Comune decise che la cerimonia per la commemorazione dei defunti si sarebbe tenuta lì.
Nel corso degli anni, al nucleo originario (oggi chiamato “zona monumentale A e B”) si sono aggiunte altre aree tra via dei Pescatori e via Giuseppe Garraffa.

## Descrizione

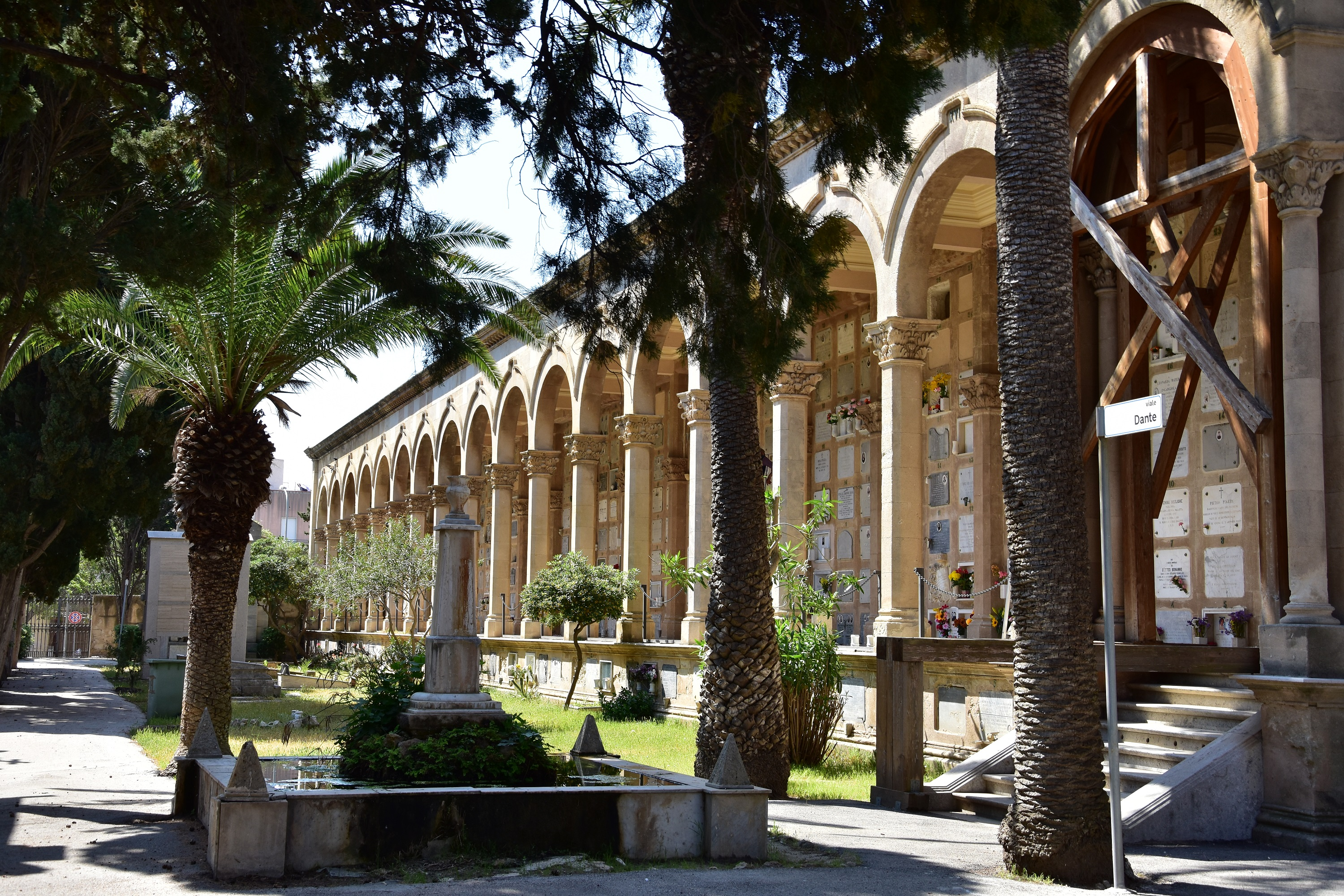
Loggiato nel cimitero di Trapani

Lungo la via Cappuccinelli si estende un loggiato con tombe a muro. Leggermente sopraelevato rispetto al piano del camposanto, presenta una scala asimmetrica davanti alla quale vi è una piccola fontana. Il loggiato accoglie in asse con la fontana un’edicola con un imponente monumento marmoreo in memoria di Antonio Sieri Pepoli (1845-1906), fratello di Agostino Sieri Pepoli.
La parte monumentale del camposanto accoglie cappelle gentilizie fatte edificare dalle famiglie più facoltose della città: D'Alì, Burgarella, Adragna. L’architetto Francesco La Grassa ha progettato le cappelle Lo Nero, Lombardo, Nasi, Adragna e Burgarella , mentre si deve all’ingegnere Nicola Adragna Vairo la cappella per la famiglia di Stefano Adragna. Progettato attorno al 1916, l’edificio funerario presenta una volumetria compatta sormontata da una cupola, mentre il prospetto è decorato con piastrelle in maiolica. 
La cappella D’Alì è una tomba a piramide, con una porta ornata da simboli egizi.

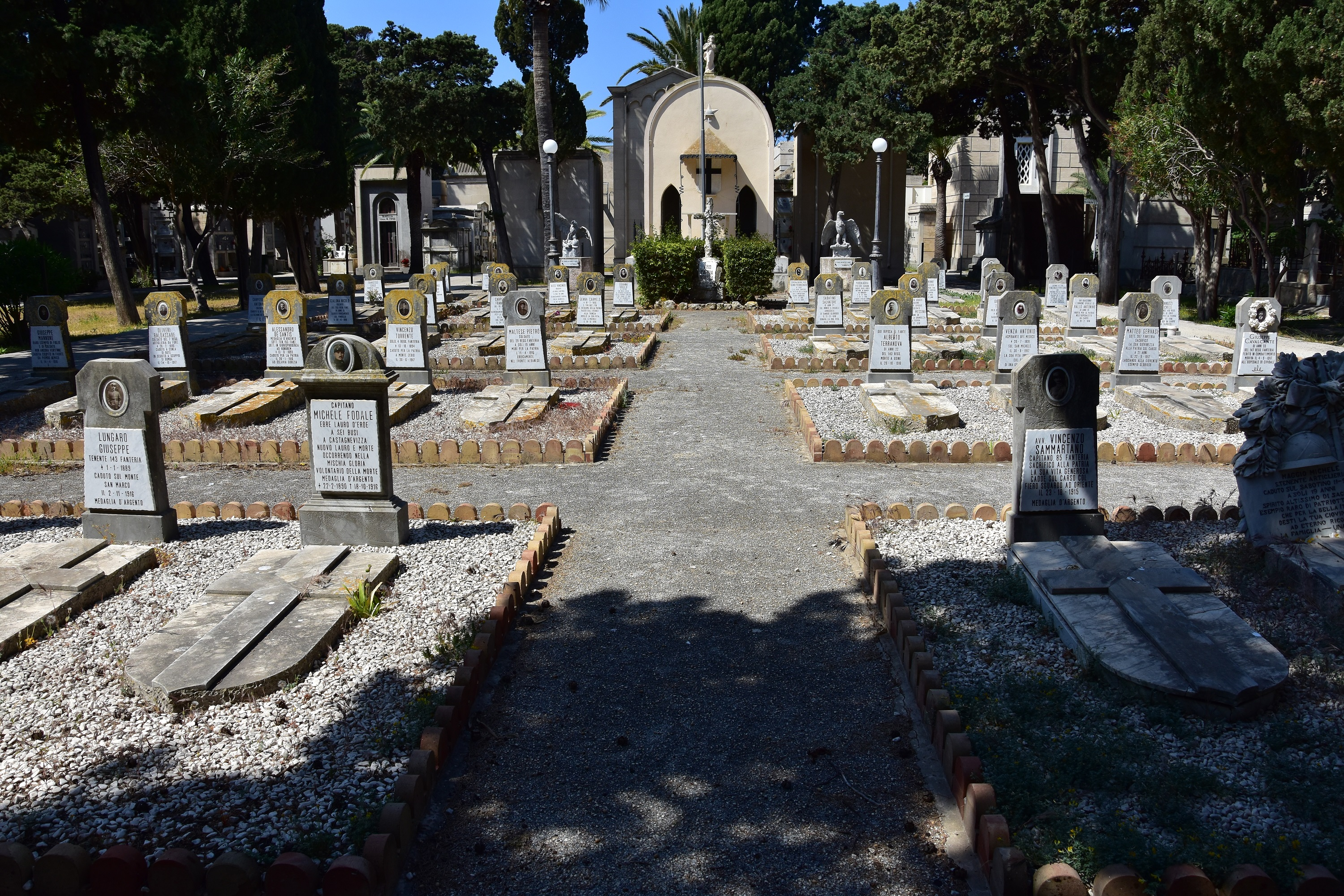
Sacrario dei Caduti nel cimitero di Trapani

Il camposanto accoglie inoltre il sacrario dei Caduti, in memoria dei soldati morti durante la prima guerra mondiale. Il sacrario comprende una piccola cappella affiancata da due statue di aquile, davanti alle quali si trova una fontana. Le due aquile e la fontana sono state realizzate dallo scultore G. Pica. Ciascuna statua è accompagnata da un’iscrizione, quella di sinistra proclama: “Se chiedi un nome ti dirò: Vittoria!”, mentre quella di destra ammonisce: “Se chiedi un motto ti dirò: rammenta!”.
Nel 1991-92, l'architetto Francesco Venezia vi ha realizzato una cappella gentilizia in lastroni di pietra di Favignana.
Il 2 novembre 2021 è stata inaugurata una lapide con gli 88 nomi di trapanesi morti nel corso della prima guerra mondiale.

## Personalità illustri sepolte
- Agostino Burgarella Ajola (1823-1892), imprenditore e patriota
- Sebastiano Bonfiglio (1879-1922), sindacalista e politico
- Domenico Li Muli (1902-2003), scultore e pittore
- Salvatore Matera (1877-1971), fotografo
- Nunzio Nasi (1850-1935), politico
- Alberto Scio (1854-1914), generale dell'esercito
- Marino Torre (1583–1633), ammiraglio